# Norma (supermarked)
 For alternative betydninger, se Norma. (Se også artikler, som begynder med Norma)
Norma Lebensmittelfilialbetrieb Stiftung & Co. KG er en tysk discountsupermarkedskæde med over 1.450 butikker af navnet "Norma" i Tyskland, Frankrig, Østrig og Tjekkiet. I 2019 havde de 15.000 ansatte og en omsætning på 4,1 mia. euro.
I 1964 åbnede den første Norma-butik i Nürnberg.